# 後紅
後紅，口語上多稱為後紅仔，是臺灣高雄市岡山區的一個傳統地域名稱，位於該區中部偏南，並向東延伸至邊界。相較於今日行政區，其範圍大致包括岡山里南半葉、後紅里、碧紅里不含西北端、程香里北大半部（溪北地區）、竹圍里東部南側凸出部分的南大半部及其餘地區的南部邊界地帶、大莊里南部西側凸出部分。
本地區境內主要聚落為頂後紅、下後紅、程香，設有岡山國中、後紅國小。

## 歷史
台灣日治初期，後紅地區為一街庄，稱為「後紅庄」（舊制街庄），隸屬於仁壽下里。該庄昔日北與臺上庄、五甲尾庄、拕仔庄為鄰，東與瓊仔林庄為鄰，南邊為大藔庄，西邊為阿公店街。
1901年（日治明治三十四年）11月11日，全台廢縣廳改設二十廳，該庄隸屬於鳳山廳。1904年（明治三十七年）5月3日，該庄編入「阿公店區」，隸屬於鳳山廳。1909年（明治四十二年）10月25日，全台合併二十廳為十二廳，阿公店區改隸屬於臺南廳。1920年（大正九年）10月1日，全台地方制度大改正，廢十二廳改設五州二廳，該庄改制為「後紅」大字，隸屬於高雄州岡山郡岡山街（新制街庄）。
戰後岡山街改制為岡山鎮，隸屬於高雄縣，大字亦改制為里。1950年（民國39年）10月1日，高、屏分治，岡山鎮仍隸屬於高雄縣。2010年（民國99年）12月25日，高雄縣、市合併為直轄高雄市，岡山鎮改制為岡山區。

## 聚落
本地區發展較早的聚落為頂後紅、下後紅、程香，在日治初期的官方地圖上已有記載。

## 交通
台鐵縱貫線是台灣西部南北向鐵路幹線，經過本地區中西部，並設有岡山車站。該站屬一等站，停靠部分自強號、莒光號、區間快車及全部區間車；由此等可前往台鐵沿線各站。
省道台1線又稱「縱貫公路」，是台北至楓港的傳統平面幹道，經過本地區西部的下後紅聚落。由該道路北行可前往路竹區、湖內區、台南市仁德區、東區/南區等地，南行可前往橋頭區、楠梓區、仁武區西部、左營區東部等地。
省道台19甲線是鹽水至赤崁的幹道，經過本地區西北角。由該道路北行（大方向）可前往阿蓮區、關廟區、新化區、新市區等地，南行（大方向）可前往梓官區，並止於赤崁地區的區道高23線路口。
區道高32線是岡山至燕巢的道路，其西側端點（起點）位於本地區西部邊界地帶的岡山路路口，由此向東會經過本地區的下後紅、程香等聚落。

## 學校
- 岡山國中
- 後紅國小

## 公務機關
- 內政部警政署保安警察第五總隊岡山營區